# Alexander von Fielitz

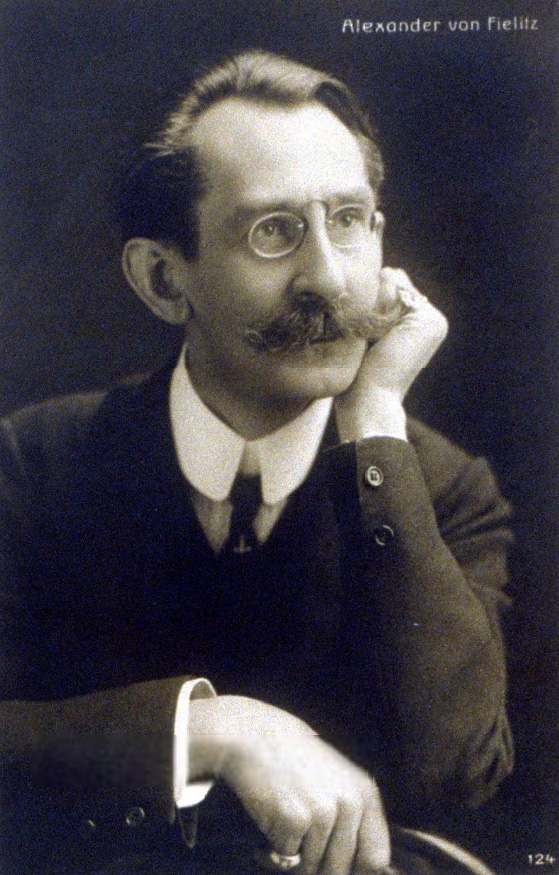
Alexander von Fielitz (1911).

Alexander von Fielitz, 28 december 1860, död 29 juli 1930, var en tysk tonsättare och dirigent.
Fielitz var teaterkapellmästare i Zürich, Lübeck och Leipzig, konsertdirigent i Chicago, lärare vid Sternska konservatoriet i Berlin och dess direktör från 1915. Fielitz har komponerat två operor, sånger med mera.